# 龍時
『龍時』（リュウジ）は、野沢尚の小説。文春文庫（文藝春秋）より発行。「日本初の本格サッカー小説」と銘打たれ、多くのサッカー選手からも評価されている。3巻まで発行されたが、作者の急逝により未完の作品となる。

## あらすじ
2001-2002シーズン
全国的に無名だったサッカー少年の志野リュウジ。中学時代の活躍でU-16の代表候補に選ばれたことが縁で、U-17スペイン代表との対戦のために日本選抜の一員に選ばれる。そこで世界を目の当たりにしたリュウジは、その試合を見ていたリーガ・エスパニョーラのアトランティコFCの会長に評価され、その下部組織のシティオ・アトランティコへの誘いを受けて単身スペインへ旅立つ。
2002-2003シーズン
リュウジのバルサ戦によるゴールが評価されレアル・ベティスに期限付き移籍。そこでは超攻撃的サッカー信奉者のビクトル・フェルナンデス監督の下でスーパーサブとしてプレー。世界最強のチーム・レアル・マドリード、ダービーの相手であるセビージャFCなどの世界トップリーグであるスペインで激しい戦いを送る。
2003-2004シーズン
オリンピック代表としてアテネに乗り込んだリュウジ。ファンタジスタ不要説を唱える平義監督の下で世界の列強とプレー。梶との共演、ヴィクトル・ロペスやパクとの激戦。組織サッカーとなったオリンピック日本代表をリュウジは変えてゆく。

## 登場人物

### 志野家と周囲の人々
志野 リュウジ（しの リュウジ）
本編の主人公。埼玉県草加市出身。1985年8月25日生まれで、奇しくも釜本邦茂の引退した日の一年後にあたる。幼い頃から父親のサッカーの手解きを受け、小学校の3年からクラブに入り、越境して強豪の中学に入学。全国大会出場を果たして県内ベスト3の名門私立高校に特待生として進学する。中学時代に選出されたU-16の代表合宿ではその才能を示すも落選したが、U-17スペイン代表との試合のために日本選抜の一員として出場する。その試合を観戦したアトランティコFCの会長の誘いで、下部組織のシティオへ入団する。当初はチームメイトたちとの孤立や勝てない試合が続いて苛立ちを覚えていたが、アルカラ戦を機会にチームの歯車がかみ合い始め、リーグの優勝に貢献。トップチームの練習に参加したことがきっかけでアトランティコBに加わり、急遽人員が必要となったトップチームへの昇格を賭けた紅白戦での活躍により、トップへ昇格。最終節のFCバルセロナ戦での活躍が認められ、翌シーズンはレアル・ベティスへレンタル移籍。その後、完全移籍となる。その活躍から、アテネオリンピックの日本代表に選出される。
高速ドリブルで敵陣を切り裂き、接近戦の中でラストパスを送るのが得意。司令塔で、得意ポジションはトップ下だが、代表やシティオでは右サイドでの出場が多い。ベティス移籍後は右サイドのスーパーサブの役割を担う。
名付け親の父の意図で、リュウジと言う名前には「龍」の意味が込められている。シティオ入団当初はスペイン語で発音しにくい名前から「チノ（中国人）」と呼ばれて馬鹿にされていた。アルカラ戦以降もよく呼ばれているが、チームメイトのそれは決して侮蔑的ではなく親しみの意味が込められている。ベティスに移籍してからは「リュー」とも呼ばれている。
時任 礼作（ときとう れいさく）
リュウジの実父で、フリーライター。リュウジが幼い時からサッカーの魅力を伝え、リュウジのトレーニングに付き合った。女性を連れ込んだことで、リュウジが中学生の時に妻と離婚。その後、リュウジにプレゼントした携帯電話に、メールで「謎の言葉」を送っていた。アトランティコのトップチームに昇格したリュウジを金目当てで代理人になることを目論んだがそのことをリュウジに悟られ、リュウジから涙ながらの決別の言葉を送られてリュウジを見守ることを決意する。オリンピック開催の時にはリュウジに自らが取材した平義の情報を送っている。
志野 喜子（しの よしこ）
リュウジの母。自宅を改装して開いた和風スナック「よしこ」の店主で、夫との離婚後は女手一つで子供二人を育てる。夫のこともあって、リュウジがサッカーをすることに不満を持ち、リュウジのスペイン行きに当初は猛反対したが、実際は素直になれないだけであって、ミサキの説得もあって受け入れる。リュウジの活躍を誰よりも喜んでいる。
志野 ミサキ（しの ミサキ）
リュウジの妹。リュウジのスペイン行きに反対する母を説得して、リュウジを旅立たせる。作中で中学受験を控えていたが、無事に合格する。
アリシア
ペペの孫娘で、リュウジの下宿先の「ペペ・デ・ボンボ」の看板娘。気は強いが面倒見がよく、異国での生活に慣れないリュウジを何かと世話していた。父親を交通事故で亡くし、母親はアリシアを捨てて別の男と家庭を築いている。2002 FIFAワールドカップでは特別海外特派員としてスペイン代表に帯同。日本上陸やリュウジの実家を訪ねる目的で日本語も勉強していたが、代表が決勝進出できなかったために日本行きは叶わなかった。その後、大会の取材で知り合ったマウリシオと結婚する。
ペペ
「ペペ・デ・ボンボ」の店主で、アリシアの父方の祖父。アトランティコFCの熱心なサポーターで、店の2階を寮にして異国から来たリュウジたちシティオの選手を下宿させている。
マリア・アンドラーデ
ポルトガル出身の少女で、リュウジのセビリアでのアパートの隣にあるアパートに住んでいる。フラメンコダンサーを目指すが一人暮らしのため、給料の高い売春宿で踊り生計を立てていたが、リュウジの説得と援助もあって「トレ・デ・ラ・プラタ」のウェイトレスになり、リュウジと恋仲になった。有望なダンサーで、ヨーロッパを回るショーメンバーに選ばれた。

### アトランティコFC
アトランティコFCはリーガ・エスパニョーラに所属する架空のサッカークラブ。マドリッド郊外のアランフェスがホームタウン。一部に昇格したトップチームを頂点に、その下にサテライトのアトランティコB、そしてその下にはフベニールと呼ばれるユースの、ラーヨ・アトランティコとシティオ・アトランティコの2チームが置かれている。リュウジは外国人枠の問題からシティオへ入団する。
志野 リュウジ（しの リュウジ）
上記を参照
エミリオ・デ・オルドニュエス
シティオのMF（左サイドハーフ）。料理人の父の仕事の都合で一時期日本で暮らしていたことがあり、日本語が話せるためにリュウジの通訳を買って出る。リュウジがチームと孤立していた時も両者間をどうにか取り持とうとした。リーグでの活躍でアトランティコBに合流。怪我を負って仕事ができなくなった父のためにトップチームへの昇格を目論んでいたが、紅白戦で対戦したリュウジのスライディングが元で全治3か月の重傷を負い、そのことで落ち込んでいたリュウジを逆に励ました。後に地域リーグのチームに移籍する。
漫画版ではセビリアを訪ね、言葉に困っていた日本人記者の笹尾の案内を買って出る。ベティスの練習場に行き、リュウジを励まそうとしたがリーガのDFたちとのぶつかり合いで必死にもがき続けるリュウジの姿を見て、今はまだその時ではないと痛感し、その場を去った。その後、リハビリやトレーニングを重ねてアトランティコのトップチームに昇格。リュウジが出場停止のベティス戦で初出場を果たす。鍛え上げた上半身や無精髭と風貌も変わり、対戦相手に挑発した態度をとるなど精神的な強さを見せた。
アントニオ・マルティーネス
シティオのMF（トップ下）。かつてはマドリッドのグランビア通りで日本人を相手に路上強盗をしていた問題児で、狡猾な性格。ゴールへの意識が高すぎる傾向があるがテクニックは確かで、リュウジとのプレイがかみ合ってからはパッサーとしての片鱗を見せる。リーグでの活躍でアトランティコBに合流。トップ昇格を賭けた紅白戦で、エミリオを怪我させてしまったことでプレイに精彩を欠いてしまったリュウジにわざと挑発した態度をとって、リュウジの闘志に火をつけさせた。
漫画版ではトップチームに昇格し、早くもスタメンを奪い取る。
ビセンテ
シティオのFWで、巨漢のポストプレイヤー。観戦に来る母親から、ミスをするたびに怒鳴られていることからリュウジにマザコン扱いされている。リーグ終了後、上のカテゴリーに当たるディビジョン・デ・オノールの地元チームへ移籍する。
ハビエル
シティオのDF（右サイドバック）。17歳にして2児の父親で、3人目も生まれることになり、稼ぐためにプロになることを目論んでいる。リーグ終了後、上のカテゴリーに当たるディビジョン・デ・オノールの地元チームへ移籍する。
セサル
シティオのDF（左サイドバック）で、ブラジルのスラム出身。ロベルト・カルロス張りの太股を持つ。サッカーで稼いだ金で故郷に豪邸を建てるのが夢。リーグ終了後、外国人枠の問題から地区リーグのチームへ移籍する。
ベルナール
シティオのGKで、ギニア出身。イングランドやポルトガルを経てスペインにやって来た。故郷に7人の兄弟がいるが、内紛により末の弟を失ってしまった。リーグ終了後、外国人枠の問題から地区リーグのチームへ移籍する。
パチ
シティオのDF（センターバック）で、スペインのバスク州出身。地元の爆弾テロに巻き込まれ、右手を失っている。漫画版では日本のアニメマニアの一面を持つ。リーグ終了後、故郷のアスレティック・ビルバオの下部組織に移籍する。
マルコ・アクーニャ
シティオのFWで、アンダルシア地方出身。ヒターノと呼ばれる少数民族の血を持つ。踊るような身のこなしでスペースに侵入するのが持ち味。転機となったアルカラ戦では2点を決めている。漫画版では姉がフラメンコのダンサーをしている。リーグ終了後、故郷のセビージャFCの下部組織に移籍する。
フェルナンド・ビダール
シティオのMF（ボランチ）。バルセロナ出身で、大学教師の父親の転勤でマドリッドに引っ越してきた。物静かな風貌だが、的確なカバーリングで相手のボールを奪うのが得意。リーグ終了後、故郷バルセロナのチームのテストを受けることになった。
ミッチェル・イグレシアス
シティオのDF（センターバック）で、母親がフランス人のハーフ。自身に血が半分流れていながら、何かとスペイン人に対して皮肉を放つ人種差別主義者。リーグ終了後、上のカテゴリーに当たるディビジョン・デ・オノールの地元チームへ移籍する。
ルイス・フェレール
シティオの監督。髭面にサングラスがトレードマーク。攻撃を重視するタイプで、守備を疎かにしたり具体的な戦略を立てられないことから選手たちにその手腕を疑問視されている。リーグ終了後、条件の良いチームへ移った。
マノロ
シティオのフィジカルコーチ兼道具係。日本での短期指導経験があり、フェレールより選手たち個人の能力を把握していることから、選手たちの良き相談相手になっている。リーグ終了後、次期監督が来るまでの間のチームを暫定的に指導している。
ロイ・スチュアード
アトランティコBの監督で、イギリス出身。長くスペイン2部のチームを渡り歩いている。降格が決まったチームからトップチームに上げる選手を発掘するために、チーム内に競争原理を持ち込んだ。
カルロス・アルバレス
アトランティコのトップチームの監督。守備意識が強く、結果を残せても攻撃的な姿勢を求める上層部やサポーターから非難されている。当初はトップチームに昇格したリュウジを見ようとしなかったが、最終節にてリュウジを途中出場させて、FCバルセロナと引き分けに持ち込んだ。

### レアル・ベティス
志野 リュウジ（しの リュウジ）
上記を参照
ビクトル・フェルナンデス
攻撃サッカーの信奉者でリュウジの理解者。リュウジをスーパーサブとして起用。サイドからの攻撃を重視する。実在の人物。
グッジョンソン
オランダのチームから緊急移籍したサイドアタッカー。リュウジ曰く「顔は若い頃のレオナルド・ディカプリオ」。フリーキッカー候補であるがマルコス・アスンソンとのフリーキック精度の差が激しく、周りから冗談で「お前がフリーキックを蹴る時はベティスが2部落ちしている時だ」と言われる。また、そう言われる事により落ち込む繊細な神経をしてる（リュウジ談）。2002-2003シーズン終盤にはブルガリア人の彼女ができた模様。
マルコス・アスンソン
実在のサッカー選手。フリーキック精度はベッカム以上と謳われる。
ホアキン・サンチェス
実在のサッカー選手。右サイドを主戦場とするドリブラー。スペイン代表で、原作ではオリンピック代表に選出。
デニウソン
実在のサッカー選手。左サイドを変幻自在のドリブルで駆け上がる。元ブラジル代表。
アルス
実在のサッカー選手。高い守備力と正確なフィードを持つボランチで、センターバックもこなす。原作ではオリンピック代表に選出。
アルフォンソ
実在のサッカー選手。1トップながらポストプレーも担うFW。

### オリンピック日本代表
志野 リュウジ（しの リュウジ）
上記を参照
梶 祐一郎（かじ ゆういちろう）
U-17日本選抜及びオリンピック日本代表のMFで、司令塔。静岡出身で、中学時代に全国制覇を果たし、ユース代表でもエースとして君臨している。長くて速いスルーパス、味方を生かすプレーが持ち味で、監督の評価も高い。合宿を通じ、同じポジションを争うリュウジに対してライバル心を持っている。高校卒業後は横浜F・マリノスに入団し、一年目から主力となる。オリンピック代表ではリュウジをサポートする場面も。
神保（じんぼ）
U-16日本代表及びU-17日本選抜の監督。保守的な考えを持つ監督でリュウジの苦手なタイプの監督。スペイン代表との試合では自分の意思に逆らったリュウジを交代させようとするが、それまでにリュウジが1点を奪い返したため、リュウジをそのままピッチに残した。
平義 盾夫
オリンピック日本代表の監督。選手引退後にドイツに渡り、苦労の末にライセンスを取得。ドイツのクラブをリーグ1部に引き上げた実績をもとに、代表監督に就任した。感情をあまり表に出さず、その振る舞いから「教授」というあだ名がつけられている。現役時代は攻撃的MFでファンタジスタだったが、指導者として管理的な組織サッカーを重視する。
葛井 倫和
オリンピック日本代表のGKコーチ。監督と選手の橋渡し役で、選手たちから「クズ兄ィ」と呼ばれている。平義とは選手時代のチームメイトだった。

### オリンピックスペイン代表
ヴィクトル・ロペス
バレンシアCFに所属するMFで、同世代トップクラスの司令塔。フィジカルやテクニックは群を抜き、対戦した日本選抜を震撼させた。10代にして早くもトップチームでプレイし、代表にも選出された逸材で、オリンピック代表ではチームのキャプテンを担う。本職はトップ下だがバレンシアCFやオリンピック代表では左サイドMFでプレイ。リュウジとは日本選抜との試合やリーガ・エスパニョーラ、オリンピックで対戦。ライバル心をどちらも持ち、試合では同じサイドで激しい削りあいを演じる。好不調の波が激しく、ゲームの流れが悪くなるにつれパス精度が落ちてくる。持ち味は鋭いキラーパスと重力感あるドリブル。
ホアキン・サンチェス
上記を参照
アルス
上記を参照

### オリンピック韓国代表
朴 鐘元（パク・ジォンウォン）
セビージャFCに所属する守備的MFの韓国人。14歳でスペインのチームにスカウトされ、下部組織やBチームを経てセビージャへ2002-2003シーズンに移籍してきた。180cm強の体格に韓国人特有の闘争心むき出しのプレー、一試合を走り続けられるスタミナでシーズン後半はスタメンを奪取。リュウジとは事あるごとに日韓問題で喧嘩をするが親友である。父親が朝鮮日報の記者で、日本人特派員との家族ぐるみの付き合いもあって日本語が得意。リュウジとはよく市内の日本食レストラン「KYOTO」でともに食事をとっており、店には故郷から送られてくるチャンジャ（タラの内臓の塩辛）を持ち込んで白飯を注文して食べている。オリンピックでは代表に選出されている。

### その他の人物
八木沢 千穂（やぎさわ ちほ）
リュウジの元恋人。互いに想い合っていたが、リュウジがサッカー選手として生きる決意を受け、別れることになった。
宮城（みやぎ）
リュウジの中学時代のコーチで、リュウジの中学卒業後に部の監督に昇格。リュウジのスペイン留学に不安視するも、リュウジの決意を知って送り出す。
高畑（たかはた）
とあるJリーグクラブのユースのコーチで、宮城の大学時代の同級生。リュウジのプレイを見て、U-16代表候補に推薦する。リュウジのスペイン留学では両者の橋渡し役になる。
ディエゴ・ペドロサ
サッカーの代理人で、ヨーロッパ中の若手の有望選手を多く抱えている。トップチームに昇格したリュウジの代理人となる。現役時代は快速FWで、スチュアードのいたチームと対戦したことがある。リュウジにスペイン人帰化を勧め、そのことでリュウジを悩ませることになる。代理人としての腕は確かでリュウジをベティスへ完全移籍させた。
パコ
リュウジ行きつけのメソン（居酒屋）「トレ・デ・ラ・プラタ」の経営者。ベティスの熱狂的なファン。
キケ（エンリケ）
「トレ・デ・ラ・プラタ」のウェイター。ベティスのファンだが賭け事になるとそうでもなくなる。
平義 真理子
平義監督の妻。平義とは中学時代の同級生。
久里子
平義真理子の双子の妹。過去に交通事故で死去。
笹尾（ささお）
漫画版に登場する日本人記者。リュウジの取材のためにスペインを訪ね、言葉に困っていたところをエミリオに助けられ、案内を受けることになった。

## 漫画版
ワールドサッカーキングにて連載中。作画は戸田邦和。単行本が集英社のジャンプコミックスデラックスより発行。現在、14巻まで発行。
小説版では2001年から2004年の3シーズンを舞台にしているのに対して、漫画版では連載時期の都合から2007-2008シーズンからが舞台になっており（作中で登場した実在の選手から推測）、原作小説とは異なる独自の設定がある。

## 既刊一覧

### 小説
野沢尚、文春文庫（文藝春秋）
- 『龍時 01-02』
- 『龍時 02-03』
- 『龍時 03-04』